# Aeroportul Parintins
Aeroportul Parintins (IATA: PIN, ICAO: SWPI) este un aeroport din Parintins⁠(d), Parintins, Amazonas, Brazilia ce deservește zona Parintins. Aeroportul a fost tranzitat în 2022 de 52.463 de pasageri. A fost numit după zona deservită.
Situat la o altitudine de 26 m, aeroportul dispune de 1 pistă.

## Infrastructură

### Piste
Aeroportul dispune de o singură pistă. Pista 6/24 are suprafața de asfalt și dimensiunile 1.800 m × 30 m. 